# Soja
Soja (latinsko ime Glycine max) je stročnica, ki izvira iz vzhodne Azije in se vzgaja zaradi užitnega semena z mnogimi uporabami ter visoko hranilno vrednostjo. Obstajajo razne vrste soje, ki se med seboj močno razlikujejo in to ne samo po obliki zrna, barvi in okusu, pač pa tudi po kemični sestavi. Soja vsebuje zelo velik odstotek maščob - povprečno 19 % in beljakovin - povprečno 37 % ter pomembne količine vitaminov A in B skupine. Soja se v prehrani uporablja podobno kot druge stročnice, vendar njen okus in vonj večini ljudem ni prijeten, zato jo uporabljajo v industriji prehrane predelano kot:
- sojino mleko,
- sojin sir (bolj znan kot tofu),
- sojina moka,
- sojino olje,
- sojina omaka
- sojini briketi

Razmaščeni fižol je poceni vir beljakovin v krmi. Sojini proizvodi so sestavine mnogih nadomestil za meso in mlečne izdelke. Vsebuje pomembne količine fitične kisline, mineralov in vitaminov B. Sojino olje se uporablja v prehrani in industriji. Tradicionalni nefermentirani izdelek je sojino mleko, iz katerega izdelujejo tofu in tofujevo kožico. Fermentirani izdelki so sojino olje/omako, fermentirana fižolova pasta, natto in tempeh.
Glavne proizvajalke soje so Združene države Amerike (32%), Brazilija (32%) in Argentina (18%).

## Taksonomska razvrstitev
Različne sorte soje se uporabljajo za mnoge namene. Rod Glicin Willd. je razdeljen v dva podroda, Glicina in Soja. Podrod Soja vključuje kultivirano sojo (Glycine max) in divjo sojo (Glycine soja), ki uspeva divje na Kitajskem, Japonskem, v Koreji in Rusiji. Obe vrsti sta enoletnici. Podrod Glycine vsebuje 25 trajnic, ki uspevajo od Avstralije do Afrike.
Kot drugim rastlinam z dolgo zgodovino vzgoje ne moremo več z zagotovostjo slediti izvoru. Gre za kulturo z velikim številom kultivarjev.

## Opis
Kot pri večini rastlin sledimo rasti soji preko specifičnih morfoloških značilnosti med rastjo.

### Kalitev
Prva faza rasti rasti je kalitev, ki postane očitna s pojavom koreničice. Gre za prvo fazo rasti korenine, do katere pride po 48 ur v idealnih pogojih rasti. Prva fotosintetska struktura je klični list, ki se pojavi iz zemlje. Klični list deluje kot vir hranil v prvih 7-10 dneh življenja rastline.

### Zorenje
Prvi pravi listi razvijejo kot par enojnih rezil. Po prvem paru se razvijejo sestavljeni listi s tremi rezili. Vsak tridelni list ima tri do štiri lističe, dolge 6-15 cm, široke pa 2-7 cm. Pod idealnimi pogoji se rast stebla nadaljuje, pri čemer zraste iz stebla vsake 4 dni nova grča. Pred cvetenjem zrastejo korenine 1,9 cm na dan. Če so prisotne bakterije za fiksacijo dušika, se grče na koreninah razvijejo zelo hitro. Pojav novih grč se nadaljuje 8 tednov, dokler ga ne stabilizira sožitje z bakterijami. Končne značilnosti rastline so različne, odvisne od genetike, kakovosti zemlje in podnebja; po navadi so visoke 51-127 cm, korenine pa segajo od 76-152 cm v globino.

### Cvetenje
Cvetenje se pogosto začne, ko postanejo dnevi krajši od 12,8 ur. Razne vrste pa se različno odzivajo na spreminjanje dolžine dneva. Soja razvije neopazne cvetove, ki izvirajo iz sredine lista in so bele, vijolične ali rožnate barve. Rast novih grč se lahko ustavi ob začetku cvetenja, odvisno od vrste. Vrste, pri katerih se rast novih grč nadaljuje, so bolj primerne za območja z dolgo rastno sezono. Soja pogosto spusti svoje liste preden dozorijo semena.
Sadež je dlakav strok, ki raste v klastru treh do petih. Dolg je 3-8 cm z 2-4 semeni s premerom 5-11 mm. Pojavljajo se v raznolikih oblikah in barvah (črna, rjava, rumena in zelena). Tudi dvobarvna in barvita so pogosta.

### Odpornost semen
Ovojnica zrelega fižola je trda, odporna na vodo in ščiti klični list ter strebelce pred poškodbami. Če ni razpokana, seme ne vzkali. Brazgotini na ovojnici pravimo hilus. Na eni stani je mikropil, skozi katerega lahko seme absorbira vodo.
Semena, polna beljakovin, se lahko posušijo, a po oživijo po ponovni absorpciji vode. Raziskovalci so našli veliko topnih ogljikovih hidratov, ki varujejo viabilnost celic semena. Podelili so mu veliko patentov za tehnike zaščite bioloških membran in proteinov v suhem stanju.

## Sojine beljakovine
Vse semenke, razen družina trave/žitarice, vsebujejo globulinske proteine za shrambo, podobne sojinim proteinom vicilinu (7S) in leguminu (11S). Oves in riž sta edini izjemi, saj vsebujeta te proteine. Kakav vsebuje protein globulin 7S, ki prispeva k okusu in aromi kakava in čokolade, kava pa globulin 11S, odgovoren za okus in aromo kave.
Beljakovini vicilin in legumin spadata k super-družini kupinov, veliki družini funkcijsko raznolikih proteinov s skupnim izvorom, ki ji sledimo od bakterij k evkariontom, vključno z živalmi in višjimi rastlinami.
2S albumini sestavljajo veliko družino homolognih shrambenih proteinov, prisotnih v mnogih dvokaličnicah in nekaterih enokaličnicah, ne pa v travah. Soja vsebuje majhen, a pomemben protein 2S. 2S albumini so združeni v prolaminsko super-družino. Drugi alergeni proteini v tej super-družini so nespecifični rastlinski proteini lipidnega transporta, inhibitorji alfa-amilaze, inhibitorji tripsina in prolaminski hrambeni proteini v travah in žitaricah. Arašidi vsebujejo 20% 2S albuminov, 6% 7S globulinov in 74% 11S. Albumin 2S in globulin 7S sta odgovorna za relativno nizko vsebnost lizina v arašidih v primerjavi s proteini soje.

## Gojenje
Soja je pomembna za cel svet, saj vsebuje veliko olja in proteinov. V ZDA olje ekstrahirajo s heksanom, razmaščena soja je nato krma za živino na industrijskem nivoju. Produkti iz soje so prisotni v mnogih procesiranih živilih. Med drugo svetovno vojno je postala pomembna v Evropi in Severni Ameriki kot nadomestek za drugo proteinsko hrano in vir olja. Med vojno so jo uporabljali kot gnojilo.

### Pogoji za rast
Vzgoja je uspešna v podnebjih z vročimi poletji z optimumom pri 20-30 °C. Temperature pod 20 in nad 40 °C bistveno zavirajo rast. Najuspešneje raste na aluvialnih tleh z visoko vsebnostjo organske snovi. Kot večina fižolnic vzpostavi simbiozo z dušik fiksirajočimi bakterijami Bradyrhizobium japonicum. Sodobna soja doseže višino okoli enega metra v 80-120 dneh od sejanja do žetve.

### Okoljska in zdravstvena vprašanja
Okoljske organizacije poročajo, da je kultivacija soje privedla do uničenja velikih površin amazonskega deževnega gozda, deforestacijo pa naj bi še naprej spodbujali.
Ameriških znanstvenik za prst Andrew McClung je prvi pokazal potencial brazilske zemlje, kar mu je prinselo svetovno nagrado za prehrano leta 2006. Vseeno pa so naleteli na težave zaradi kratkih dnevov in pomanjkanja letnih časov, zato so morali najprej razviti "tropsko sojo", ki bi cvetela kasneje, da ima rastlina več čast za zorenje. Po več letih vzgoje je to uspelo veji brazilskega ministrstva za kmetijstvo.
Človeško blato iz čistilnih naprav je lahko gnojilo za sojo, a lahko vsebuje povišano koncentracijo kovin.

### Škodljivci
Soja je občutljiva na razne škodljivce, med njimi bakterije, glivične okužbe, virusne bolezni in parazite.

## Zgodovina
"Soja" izvira iz popačenja kitajske in/ali japonske besede za sojino olje (kitajsko 豉油 chǐyóu, japonsko 醤油 šoju).
Soja je bila bistvena poljščina v vzhodni Aziji pred zapisano zdogovino. Dokazi o vzgoji soje segajo med leta 7000-6600 pr. n. št. na Kitajskem, med leta 5000-3000 pr. n. št. na Japonskem in okoli 1000 pr. n. št. v Koreji. Pred fermentiranimi izdelki je bila soja sveta zaradi blagodejnih vplivov pri kolobarjenju.
Sojo so v 13. stoletju predstavili na Javo in Malajski polotok. V 17. stoletju so z njo po Aziji že trgovali evropski trgovci (Portugalci, Španci in Nizozemci) in verjetno dosegli indijski kontinent.
V 18. stoletju so jih uvedli v Ameriki in Evropi. V Afriko je prišla konec 19. stoletja iz Kitajske preko Egipta (1857), zdaj pa je razširjena po vsej celini. Postala je pomembna poljščina v Združenih državah Amerike, Braziliji, Argentini, Indiji in na Kitajskem.

### Azija
Najbližji živeči sorodnik soje je Glycine soja, fižolnica iz osrednje Kitajske. Po starodavnem kitajskem mitu jo je leta 2853 pr. n. št. legendarni kitajski cesar Shennong proglasil za eno od petih svetih rastlin (poleg riža, pšenice, ježmena in prosa). Gojenje soje se je po arheoloških dokazih odvijalo dolgo časa na današnjem Japonskem, v severni Kitajski in Koreji.
Izvor gojenja soje je stvar debat. Zgodnje kitajske kronike omenjajo sojo kot darilo iz Mandžurije in Korejskega polotoka. Nedavna raziskava kaže na sejanje divje soje pred letom 5000 pr. n. št. na mnogih krajih po vzhodni Aziji. Nekateri strokovnjaki predlagajo datum 3500 pr. n. št. Najstarejše vrste, ki spominjajo na današnje po obliki in velikosti, so našli na arheoloških najdbiščih v Koreji iz okoli 1000 pr. n. št. Ogljično datiranje je določilo, da so v obdobju Mumun sojo gojili za prehrano. Soja se pojavi na Japonskem v obdobju Džomon pred 5000 leti in je bistveno višja od divjih vrst. Soja postane pomembna v dinastiji Zhou (1046-256 pr. n. št.) na Kitajskem, a ni jasno, kako se je vključila v kulturo. Pred dinastijo Han se na jugu Kitajske ni pojavljala. Od 1. stoletja do 15. in 16. stoletja se je razširila na jug in jugovzhod Azije, predvsem preko trgovine po kopnem in morju. Prvi japonski zapis je v kroniki Kodžiki, dokončani leta 712.
Mnogi ljudje so trdili, da so v Aziji uporabljali samo fermentirano sojo in izdelke iz nje, saj fermentacija niža nivo fitoestrogenov v rastlini. Izraz sojino mleko pa je vseeno v uporabi vsaj od leta 82, tofu od leta 220.
Soja je na Javi omenjena kot kadêlê v rokopisu Sri Tanjung iz 12. do 13. stoletja. V 13. stoletju je že prispela in se gojila v Indoneziji, a se je to verjetno zgodilo veliko prej, saj je bila trgovina z južno Kitajsko živahna. Prva omemba fermentirane sojine torte tempeha na Javi je v rokopisu Serat Centhini iz leta 1815.
Do začetka 17. stoletja se je sojino olje razširilo z juga Japonske po regiji preko Nizozemske vzhodnoindijske družbe. Soja je na jug Azije verjetno prispela iz južne Kitajske in se premikala proti jugozahodu na sever indijskega kontinenta.

### Evropa
Leta 1603 je jezuitski duhovnik v Nagasakiju sestavili znan japonsko-portugalski slovar (prvi v evropskem jeziku), ki je vseboval 20 besed, povezanih s sojo. Španski trgovci so preko trgovine spoznali sojo in izdelke iz soje vsaj v 17. stoletju, šele v 19. stoletju pa so jo skušali gojiti. Leta 1880 je prvič uspela v botaničnih vrtovih Coimbra na Portugalskem. Okoli 1910 so jo uspeli kultivirati tudi v Španiji, vzhodno od Sevilje. V Italiji so jo prvič kultiviral do 1760 v Turinu, do 1780 pa je bila že vsaj v treh botaničnih vrtovih. Leta 1935 so jo predstavili v Grčijo. V Franciji so jo prvič kultivirali leta 1779, ključna za uvedbo pa sta bila Društvo za aklimatizacijo in Li Yu-ying, ki je ustanovil tovarno za tofu, kjer so proizvajali prvo komercialno hrano iz soje.
Leta 1873 se je pojavila v srednji Evropi. Priročnik za Hitlerjevo mladino iz 30. let je imenoval sojo "nacistični fižol" kot alternativa mesu.

### Severna Amerika
Soja je prišla v Severno Ameriko s Kitajske leta 1765. Prinesla sta jo Samuel Bowen in James Flint, prvi Anglež, ki so mu doolili, da se nauči kitajsko. Bowen je gojil sojo blizu Savannah v Georgii in prodajal sojino olje v Anglijo. Naslednjih 155 let so jo gojili večinoma za krmo.
Šele Lafayette Mendel in Thomas Burr Osborne (kemik) sta pokazala, da se hranilna vrednost soje zviša po kuhanju, povišanju vlage ali z vročino, zato je počasi postajala človeška hrana. William Morse velja za očeta sodobnega gojenja soje v ZDA. Leta 1910 jo je pretvoril v enega najbolj hranilnih proizvodov. Pred letom 1920 je bila soja samo vir olja, krme in industrijskih proizvodov, po prvi svetovni vojni pa je postala pomembnejša. Po sušah so lahko z njo obogatili zemljo.
Ford je uporabil sojino olje za barvanje avtomobilov, pa tudi kot tekočino za amortizerje. Sodelovanje med industrijo in kmetijstvom je bilo na vrhuncu. Kemik Robert Boyer je leta 1931 izdelal umetno svilo, iz vlaken proteinov pa so izdelovali tudi tkanino Azlon za plašče, klobuke in površnike.
Ford je spodbujal uporabo soje, na primer za dele avtomobila iz plastike na osnovi soje. V vsakem njegovem avtomobilu so uporabili kar 2 bušela soje. Komercializiral je prvo sojino mleko, sladoled in nadev. Plastika je nastala z dodatkom sojine moke v fenol-formaldehidno plastiko. Leta 1941 so izdelali prototip vozila iz takšne plastike, imenovanega "sojin avto".

### Južna Amerika
Soja je prispela v Argentino leta 1882. Andrew McClung je v petdesetih letih 20. stoletja pokazal, da bo na zemlji regije Cerrado v Braziliji soja rasla. Deforestacija zaradi pridobivanja površin je prišla kasneje.

## Uporaba

### Tofu in sojina omaka
Soja je med stročnicami najbolj spoštovana zaradi visoke vsebnosti beljakovin (38-45 %) in olj (20 %). Približno 85 % soje procesirajo v olje in prehranske izdelke, preostalo pa se procesira drugače ali pa zaužije cela.

### Sojino olje
Sojino seme vsebuje 18-19% olja. Za pridobivanje olja seme razpokajo, prilagodi se vlažnost, zrola se jih v kosme,olje pa eksrahira s heksanom. Olje prečistijo in zmešajo za različne uporabe, včasih tudi hidrogenirajo. Sojino olje, tako tekoče kot hidrogenirano, se izvaža kot rastlinsko olje ali pa uporablja za proizvodnjo procesirane hrane.

### Sojin zdrob
Sojin zdrob je ostanek po odstranitvi maščob z vsebnostjo beljakovin 50%. 97% zdroba se uporablja kot krma in hrana za pse.

### Hrane za človeško uživanje
Pogosti sojini izdelki za človeško uživanje so sojino olje/omaka, sojino mleko, tofu, sojina moka, tempeh, sojin lecitin in rastlinski protein. Jedo se tudi minimalno procesirani, npr. edamame (枝豆), kjer so nezrela semena prekuhana v lupini in posoljena.
Na Kitajskem, Japonskem in v Koreji so sojini produkti pogosti v dieti. Tofu (豆腐 dòufu) naj bi izviral na Kitajskem, skupaj s sojino omaki in mnogimi vrstami paste za začinjanje. Japonske jedi iz soje so miso (味噌), natto (納豆), kinaki (黄粉) in edamame (枝豆), pa tudi izdelki iz tofuja, kot sta acuage in aburaage. V korejski kuhinji je pogosta uporaba sojinih kalčkov (콩나물 kongnamul) kot podlaga jedi doenjang, cheonggukjang in ganjang. V Vietnamu izdelujejo iz soje pasto tương.

#### Moka
Sojino moko delajo z praženjem soje, odstranjevanjem ovoja in mletjem. Izdelujejo jo z različno vsebnostjo maščobe. Surova moka nastane brez praženja.
Moki lahko dodamo do 15% sojinega lecitina, da dobimo moko, ki ima lastnosti emulgatorja.
Sojina moka vsebuje 50% beljakovin in 5% vlaknin. Bogata je s tiaminom, riboflavinom, fosforjem, kalcijem in železom,ne vsebuje glutena. Zaradi tega je vzhajan kruh gost. Sojin moka gosti omake in zmanjša absorpcijo olja med cvrenjem. Pečenje z moko daje rahlost, vlažnost, bogato barvo in fino teksturo 

#### Formula za dojenčke na osnovi soje
Daje se jo dojenčkom, ki se jih ne doji. Uporabna je, ko je otrok alergičen na pasterizirano kravje mleko ali pa je na veganski dieti.

#### Alternativa mesu in mlečnim izdelkom
Odprt zavoj kremnega sira na osnovi soje.
Sojo lahko procesiramo v proizvode s teksturo in izgledom druge hrane, kot je sojino mleko, margarina, sladoled, jogurt, sir, kremni sir, hamburgerji, sojino maslo (podobno arašidovem maslu).

#### Nadomestek za kavo
Pražena in zmleta soja se uporablja kot brezkofeinski nadomestek za kavo. Po izdelavi izgleda kot kava in se lahko uporablja kot instant kava z aromo in okusom po praženi soji.

#### Drugi izdelki
Soja se uporablja pri izdelavi industrijskih olj, mil, kozmetike, smole, plastike, črnila, voščenk, topil in oblačil, predstavlja pa tudi 80% proizvodnje biodizla v ZDA.

## Fiksacija dušika
Soja se v kmetijstvu pogosto uporablja v kolobarjenju za obogatitev zemlje z dušikom. Nekatere metuljnice (leguminoze), med katerimi je tudi soja, živijo v mutualistični povezavi z bakterijami Rizobium. Te bakterije na sojinih koreninah tvorijo posebne gomoljčke, kjer poteka transformacija atmosferskega dušika v amonijak. Kemijska reakcija transformacije je sledeča:
N2 + 8 H+ + 8 e− → 2 NH3 + H2
Zatem se amonijak pretvori v (NH4+), ki ga določene rastline lahko izkoriščajo z naslednjo reakcijo:
NH3 + H+ → NH4+
Tako predelan dušik porabi rastlina, v zameno zanj pa tvori ogljikove hidrate, ki jih potrebujejo bakterije. Količina fiksiranega dušika iz zraka na leto je 50–300 kg/ha.  

## Sestava sojinega zrna
Beljakovine in sojino olje predstavljajo okoli 56% suhe teže semena soje. Soja vsebuje okoli 36% beljakovin in okoli 20% maščob. Preostanek predstavlja 30% ogljikovih hidratov, 9% vode in 5% pepela. Maso posameznega zrna predstavlja približno 8% lupine, 90% kotiledona in 2% kalček.
100 gramov (surove) soje pokrije dnevne potrebe v razmerjih: 36 % beljakovine, 37 % vlaknine, 121 % železo, 120 % mangan, 101 % fosfor, poleg tega pa še nekaj B vitaminov (94% folne kisline). Soja vsebuje tudi veliko vitamina K, magnezija, cinka in kalija. 100 gramov soje ima 446 kalorij in 11 gramov nenasičenih maščob.
Za varno uživanje v prehrani človeka mora biti soja vlažno toplotno obdelana, s čimer se uničijo inhibitorji tripsina (inhibitorji serin proteaze). Surova soja, kot tudi nezrele zelene oblike, je strupena za vse monogastrične vrste.
V primerjavi z drugimi osnovnimi živili surova soja ni užitna, za kar je potrebno kuhanje ali kaljenje.

### Beljakovine
Večina sojinih beljakovin je relativno odpornih na toploto. Zaradi te lastnosti se lahko iz soje pri visokih temperaturah pridobivajo proizvodi kot so tofu, sojino mleko in sojina moka.
Ameriška agencija FDA ima sojo za vir popolnih beljakovin. Popolne beljakovine so tiste, ki vsebujejo velik odstotek vseh nujnih aminokislin, ki jih potrebuje človekovo telo. Človekovo telo namreč nima sposobnosti njihovega sintetiziranja. To je tudi razlog, da je soja dober vir beljakovin tudi za vegetarijance in vegane.

### Ogljikovi hidrati
Osnovni razgradljivi ogljikovi hidrati zrelih semen soje so disaharid saharoza (delež med 2,5% do 8,2%), trisaharid rafinoza (0,1% do 1%) sestavljena iz ene molekule saharoze spojene z eno molekulo galaktoze ter tetrasaharid stahioza (1,4% do 4,1%) sestavljena iz ene molekule sukroze spojene z dvema molekulama galaktoze. Oligosaharida rafinoza in stahioza varujeta seme pred izsušitvijo, nista pa užitna sladkorja, zaradi česar pri njunem vnosu v organizem prihaja do napenjanja. Povzročata tudi manjše črevesne težave tako pri ljudeh kot tudi pri drugih monogastričnih živalih. Podobne težave povzroča tudi disaharid trehaloza. Neprebavljeni oligosaharidi se v črevesju presnavljajo s pomočjo naravno prisotnih mikroorganizmov, pri čemer kot stranski produkt nastajajo plini, kot so ogljikov dioksid, molekularni vodik in metan.
Ker se sojini ogljikovi hidrati razgrajujejo s postopkom fermentacije, sojin koncentrat, izolirane sojine beljakovine, tofu, sojina omaka in sojini kalčki ne povzročajo napenjanja.

### Maščobe
Surova soja vsebuje okoli 20% maščob, med katere sodijo: nasičene maščobe (3%), enkratno nenasičene (4%) in večkratno nenasičene maščobe, predvsem linoleinske kisline.
Sojino olje vsebuje štiri fitosterole: stigmasterol, sitosterol, kampesterol in brasikasterol, ki predstavljajo okoli 2,5% skupne vsebnosi lipidov, pretvorijo pa se lahko v steroidne hormone.

## Posledice gojenja gensko spremenjene soje
Soja je ena od rastlin, ki se gensko manipulira, gensko spremenjena soja pa se uporablja v vse več izdelkih.
V Svetu se nenehno povečuje gojenje gensko spremenjene soje, obenem pa povečuje škodljivo delovanje na okolje. V Južni Ameriki so zaradi gojenja takšne soje uničena cela prostranstva gozda, pamp in travnikov, samo v Argentini 15 milijonov hektarov (leta 2005 so zasejali 99 % z gensko spremenjeno sojo). Stanje se iz leta v leto poslabšuje, zlasti zaradi povpraševanja po bio-gorivu. Sejanje GSO-soje ne zmanjšuje porabe pesticidov, nasprotno, celo povečuje jo, pridelana soja tudi škodljivo deluje na okoliško divjad.
Pri gojenju te soje uporabljajo herbicid Roundup, kateri je smrtonosen tako za vodne živali, zlasti žabe, kot tudi človeka. Genskih sprememb ni mogoče popolnoma nadzirati, saj mutirajo in kvarijo genetski zapis, s tem pa lahko povzročajo maličenje, zastrupljajo telo in povzročajo alergijske reakcije. V zadnjem letu se je vsul plaz prepovedi in razsodb proti GSO-poljščinam, kot npr.:
- Romunija je januarja 2007 prepovedala gojenje GSO-soje.
- Grčija je prepovedala promet z GSO-semeni.
- Mehika je prepovedala gojenje GSO-koruze.
- Ekvador je prepovedal uvoz hrane z GSO v sklopu pomoči v prehrani.
- Slovenija ima v pripravi zakon, ki omejuje sajenje GSO-rastlin, vendar je ta v nasprotju z evropskimi predpisi, močne so tudi civilne iniciative proti GSO

## Največji svetovni pridelovalci soje v letu 2016
Svetovna proizvodnja soje je bila v letu 2016 324 milijonov ton, 5% višja kot leta 2014. ZDA, Brazilija in Argentina proizvedejo 80% vse soje. V letu 2014 je bil donos soje 2,6 t/ha. Tri najvišje donose so imele Tajska, Turčija in Italija s povprečjem pri 4,9 t/ha. Najvišja na Tajskem pri 6,2 t/ha. V šestdesetih letih dvajsetega stoletja so ZDA izvozile več kot 90% svetovne soje. Do leta 2005 je izvozila Argentina 39%, ZDA 37% in Brazilija 16%, največ so uvozile Kitajska 41%, EU 22%, Japonska 6% in Mehika 5%.
| Mesto                | Država                     | Količina (v milijonih t) |
| -------------------- | -------------------------- | ------------------------ |
| 1                    | ZDA                        | 103,4                    |
| 2                    | Brazilija                  | 103,0                    |
| 3                    | Argentina                  | 57,0                     |
| 4                    | Ljudska republika Kitajska | 12,2                     |
| 5                    | Indija                     | 11,7                     |
| 6                    | Paragvaj                   | 9,0                      |
| 7                    | Kanada                     | 6,0                      |
| Svetovna proizvodnja | Svetovna proizvodnja       | 324,2                    |

## Zdravje
Po študijah na ljudeh niso našli škodljivih vplivov na razvoj raka dojk pri splošni populaciji in preživelih. Zmerno uživanje ne povečuje tveganja za raka dojk. Ni dovolj dokazov, da prehrambeni nadomestki niso tveganje za razvoj raka. Posebnost soje je vsebnost saponinov, izoflavonov - 3 mg/g suhe soje (fitoestrogeni v živalskem telesu) in fitične kisline.
Leta 1995 je raziskava ugotovila, da sojine beljakovine nižajo serumski nivo slabega holesterola LDL in trigliceridov. Dober holesterol HDL se ni bistveno povišal. Fitoestrogena ganistein in daidzein imata implikacije v blagodejnih učinkih na srčnožilne bolezni, ne nižajo pa rizika nastanka srčnožilnih bolezni, raka prostate in infekcij dihal. Fitična kislina je antioksidant in kelator. Manjšali naj bi verjetnost nastanka raka, diabetesa in lajšala vnetje, a hkrati nižala absorpcijo pomembnih mineralov zalaradi keliranja.
Količina fitoestrogenov naj ne bi izzvala bistvenega fiziološkega odziva, pri nadomeščanju človeškega ali kravjega mleka (0,005-0,001 mg/dan) pa je vnos bistveno višji pri soji (6-47 mg/dan).

### Alergija
Alergija na sojo spada pod pogostosti v isti rang kot mleko, jajca, arašidi, drevesni oreški in lupinarji. Diagnoza pri otrocih poteka z opisov simptomov in kožnimi ter krvnimi testi. Ker je bilo kontroliranih poskusov glede alergije malo, je težko zaključiti karkoli o prevalenci v splošni populaciji. Alergija navadno povzroča oteklino, koprivarico, redko pa tudi anafilaktičen šok. Vzrok alergije so najverjetneje sojini proteini, a v veliko manjši meri kot proteini arašidov in lupinarjev. Pozitivni test pokaže, da je imunski sistem proizvedel protitelesa IgE.
Soja lahko sproži simptome netolerance, česar alergijski test ne pokaže. Otrok s simptomi navadno bruha in ima diarejo. Pri starejših otrocih je lahko diareja krvava, pojavi se anemija, izguba teže. V mladih otrocih pogosto izzveni.